# Стальная тревога (сезон 1)
«Стальная тревога» — японский аниме-телесериал, снятый режиссёром Коити Чигирой и анимированный Gonzo. Сериал основан на одноимённом романе, написанном Сёдзи Гатохом и проиллюстрированном Шики Доудзи. В 24 сериях использованы материалы из первых трех романов («Fighting Boy Meets Girl», «Running One Night Stand» и «Into the Blue») цикла. В центре сюжета — Сосуке Сагара, сержант из группы наемников Mithril, которому поручено поступить в японскую среднюю школу, чтобы защитить Канаме Чидори, ученицу с особым даром. Первый сезон начался в Японии 8 января 2002 года и закончился 18 июня 2002 года.
Открывающей темой к «Full Metal Panic!» стала песня «Завтра», а завершающей — «Never Dying Flower» (яп. 枯れない花 Karenai Hana), обе в исполнении Микуни Шимокава. Для североамериканского релиза сериал был лицензирован ADV Films.
| |                                                                                             |            |  |
| 1 | Мне не даёт покоя один сержант «Ки ни нару айцу ва гунсо:» (気になるあいつは軍曹)           | 2002-01-08 |  |
| Старший сержант Мелисса Мао, сержант Сагара Сосукэ и сержант Курц Вебер из «Мифрил» получают задание охранять Канамэ Тидори, предположительно — «избранную», чтобы воспрепятствовать её возможному похищению КГБ или другими охотниками за «чёрными технологиями». В первый же день миссии Сагара успевает создать о себе неблагоприятное впечатление, начудить и даже вломиться в женскую раздевалку, вызвав гнев девушек во главе с Канамэ. Тем не менее необычный новичок привлекает Канамэ. |                                                                                             |            |  |
| 2 | Я хочу тебя защитить «Мамоттэагэтай» (守ってあげたい)                                       | 2002-01-15 |  |
| Первые недели в школе проходят тяжело. Сагара охраняет Канамэ настолько добросовестно, что это граничит с паранойей — любой подозрительный звук, слишком резкое движение кого-то из окружающих, любой намёк на возможность нападения заставляет его бросаться на помощь, в результате чего он постоянно делает что-то неуместное: разбивает скульптуру, сбивает с ног учениц и преподавателей. Сагара постоянно ходит за Канамэ, и девушка очень быстро это замечает. Она в недоумении: кто этот парень? Маньяк, хулиган, почему-то пытающийся ей насолить? В отместку за неприятности Канамэ назначает Сосукэ ответственным за уборку мусора на предстоящей поездке классом на Окинаву, но этого парня, похоже, ничем не проймёшь. Он ничего не объясняет, но всегда оказывается рядом. |                                                                                             |            |  |
| 3 | Бельевая тревога «Рандзэри: паникку» (ランジェリー・パニック)                               | 2002-01-22 |  |
| Сосукэ ловит террориста, забравшегося на балкон к Канамэ — им оказывается Синдзи, одноклассник Канамэ, которого старшеклассники заставили украсть бельё девушки. Заставшая Сосукэ у себя на балконе Канамэ решает, что это он собирался воровать её бельё, смертельно обижается на парня и перестаёт с ним общаться. А Синдзи проникается уважением к Сагаре, убедившись в его познаниях в области военной техники и вооружений. Между тем над Канамэ сгущаются тучи. Террористы уже получили заказ от КГБ на захват девушки. «Мифрил» разрушил центр, где занимались исследованием избранных, группе Мао-Вебер-Сагара отдан приказ о завершении миссии. Но главарь террористов цел и продолжает действовать. У Сагары — неделя отпуска. Он должен провести её, отправившись с классом в запланированную ранее поездку. Школьники погружаются в самолёт и летят на Окинаву. |                                                                                             |            |  |
| 4 | Захват «Киддо наппу» (キッド・ナップ)                                                       | 2002-01-29 |  |
| Самолёт, в котором летят школьники, захвачен террористами, выполняющими заказ КГБ, и посажен на военной базе на территории независимого государства Ханка. Террористы забирают Канамэ и с помощью специальной аппаратуры начинают исследовать её. Сагара узнаёт главаря террористов — это Гаурон, боевик-профессионал. Давно, ещё в Хельмаджистане, Сосукэ стрелял в него и думал, что убил, но Гаурон выжил. К счастью, у Сагары в багаже средства есть связи с «Данааном». Он ускользает из самолёта, сообщает о захвате, а также о том, что террористы планируют устранить заложников. |                                                                                             |            |  |
| 5 | Виспард — те, кому шепчут «Висупа:до» (囁かれし者（ウィスパード）)                          | 2002-02-05 |  |
| На «Данаане» начинают операцию по спасению заложников. На все действия на вражеской территории отводится всего несколько минут. Сагара отправляется спасать Канамэ. От женщины-учёного, ведущего исследования, они впервые слышат слово «виспард» (нашёптанные) — так называют избранных, носителей чёрных технологий. Исследование не доведено до конца, но, скорее всего, Канамэ — одна из них. Сагаре приходится раскрыться — он рассказывает девушке о себе и о своей миссии. Захватив АС, они бегут с территории базы. Странный серебристый АС неизвестной модификации останавливает их. Подоспевает подмога — Вебер в АС отвлекает противника, а Сагара и Канамэ торопятся на самолёт, вывозящий заложников, но не успевают. |                                                                                             |            |  |
| 6 | Ещё живы «STILL ALIVE»                                                                      | 2002-02-12 |  |
| Остатки антитеррористической группы возвращаются на базу. АС Вебера разрушен. Ждать больше не могут — войска противника на подходе. Сагара, Канамэ и раненый Вебер остаются и прячутся в лесу вблизи базы. Канамэ отказывается уходить одна, пока мужчины отвлекают погоню. Приходится придумать, как дать знать о себе своим. Остаётся дождаться, получат ли сообщение и смогут ли помочь. Спрятаться не удастся — если помощь не придёт, их всё равно быстро найдут. Помощь приходит в виде новейшего АС — ARX-7 «Арбалест», заброшенного на ракете. Теперь Сагара должен уничтожить противников и вывезти друзей на побережье к строго определённому моменту, чтобы «Данаан» смог их подобрать. |                                                                                             |            |  |
| 7 | Юноша встречает девушку «Бо:й ми:цу га:ру» (ボーイ・ミーツ・ガール)                         | 2002-02-19 |  |
| С обычными АС противника Сагара расправляется легко. Но бой с серебристым, пилотируемым Гауроном, уничтожившим раньше АС Вебера, оказывается тяжёлым. Обе машины оснащены «лямбда-приводом» — продуктом «чёрных технологий», способным генерировать силовое поле для нападения и защиты. Он активизируется и управляется непосредственно эмоциями и волей пилота. Но Сагара не умеет использовать его. На помощь приходит Канамэ, в мозгу которой активизировались скрытые знания — неожиданно для самой себя она объясняет Сагаре, с чем он имеет дело, и настраивает его так, чтобы он смог использовать лямбда-привод. Только благодаря этому всем троим удаётся спастись. Теперь, когда опасность миновала и все вернулись домой, Сагаре нет больше смысла охранять Канамэ. Но его оставляют, теперь уже одного, по возможности присматривать за ней — из предосторожности. |                                                                                             |            |  |
| 8 | Остановись, мгновение! «Па:тотайму сутэди» (パートタイム・ステディ)                         | 2002-02-26 |  |
| Мидзуки — одну из учениц школы «Дзиндай», — бросил её парень, Сирай. Мидзуки уже нахвасталась своим парнем, и теперь должна показаться в его обществе перед подругами. Она зовёт Сагару на свидание, где он должен «подменить» Сирая. Сагара соглашается, решив, что это — его шанс побольше узнать об отношениях с противоположным полом, в которых он явно не силён. Сагара с Мидзуки целую ночь напролёт учат, что должен говорить и делать Сагара в роли Сирая. И вот оно — свидание! Но всё напрасно — сойти за нормального парня нормальной девушки Сосукэ не удаётся. Да и обман быстро раскрывается. |                                                                                             |            |  |
| 9 | Опасное убежище «Абунай сэ:фухаусу» (あぶないセーフハウス)                                  | 2002-03-05 |  |
| В руки «Мифрила» попадает Такуя Кугаяма — молодой парень с признаками способностей к активации лямбда-привода. Он не вполне нормален, периодически впадает в буйство. Судя по всему, его использовали террористы. Значит, где-то есть АС с лямбда-приводом. На исследовательский центр, где держат Такую, совершается нападение, когда там находятся Калинин и Тестаросса. Тяжелораненый Калинин попадает в плен, а Тессе удаётся вытащить Такую. Не зная, куда деваться, она отправляется в единственное известное ей место — квартиру Сагары. Возвращается Сагара, оказавшийся, таким образом, впервые наедине со своим капитаном. Очень некстати зашедшая Канамэ, которая обругала Сагару и хотела извиниться, застаёт его с девушкой. Двусмысленная ситуация. |                                                                                             |            |  |
| 10 | Беги, беги, беги! «Ран раннингу ран» (ラン・ランニング・ラン)                               | 2002-03-12 |  |
| Всем троим — Сагаре, Канамэ и Тессе, приходится бежать и искать убежище — Такую ищут террористы. Они прячутся в школе «Дзиндай», но Такуе удаётся дать о себе знать, и за ним приходят. Террористы захватывают девушек, Сагаре приходится обменивать Такую на них. Точно и разумно построенный Сагарой план обмена не удаётся — эмоции девушек ломают все расчёты, в результате Такуя возвращается к своим, а Тесса и Канамэ остаются в руках террористов. Их не убивают на месте только потому, что хотят использовать для допроса Калинина. Да и Сагара остаётся жив почти случайно. |                                                                                             |            |  |
| 11 | Пробуждение Бегемота «Бэхэмосу какусэй» (ベヘモス覚醒)                                      | 2002-03-19 |  |
| Мифриловцы опоздали, и теперь им необходимо найти капитана, Канамэ и Калинина. К счастью, Канамэ не сняла подарок Сагары — браслет, в который вмонтирован радиомаяк. Так что теперь главное — успеть, пока все живы. Пеленг приводит Сагару, Вебера и Мао в порт. Очевидно, террористы находятся в танкере, стоящем у причала. Тем временем Калинин, от которого требуют сведения о лямбда-приводе, угрожая убить девушек, обманывает бдительность террориста и освобождается. Но вместо того, чтобы бежать, майор, Тесса и Канамэ отправляются в трюм — узнать, что там находится. Результаты не радуют — в трюме танкера закреплён «Бегемот» — гигантский робот, раз в десять больше обычных АС, пилотом которого и предназначено стать Такуе. Главарь террористов, его старшая сестра, отправляет раненого в перестрелке подростка в робота, чтобы тот запустил его и выполнил её задание — разрушил Токио. Помешать запуску робота не удаётся. |                                                                                             |            |  |
| 12 | Бессонная ночь «Ван найто сутандо» (ワン・ナイト・スタンド)                                 | 2002-03-26 |  |
| Сражение Сагары в ARX-7 и тяжело раненого Такуи в «Бегемоте». «Бегемот» сильнее, оснащён лямбда-приводом и кажется непобедимым. Дать необходимые инструкции Сагаре может только Канамэ, но знает, что нужно сказать, только Тесса. И Канамэ узнаёт ещё об одной способности виспардов — возможности взаимопроникновения разумов. Благодаря ей Сагара узнаёт о слабом месте конструкции противника и разрушает его лямбда-привод. «Бегемот» повержен. Такуя погиб, погибла и женщина-террористка. Лишь Калинин спасся, не зря Вебер говорил, что «этот старик вернётся и с того света». Под занавес Тесса заявляет Канамэ, что, кажется, влюбилась в непутёвого Сагару и готова соперничать с Тидори за него внимание. Чья возьмёт? |                                                                                             |            |  |
| 13 | Рок-н-ролл кошки и котёнка «Нэко то конэко но а:ру андо а:ру» (猫と仔猫のR&R)               | 2002-04-02 |  |
| Не следовало подвыпившей Мелиссе Мао задирать свою подругу Тессу! Сказанные сгоряча слова о том, что Тесса «сидит на дне моря», никогда не была в реальном бою и не умеет управлять АС, выводят девушку из себя. Всей базе объявляются условия пари: Тесса и Мао проведут учебный бой на АС, и побеждённая пробежит по базе голой! Но Тестаросса действительно никогда не управляла АС, и за день должна научиться. В качестве инструктора приглашается Сагара. Он тоже не слишком верит в победу своей ученицы — опыт Мао слишком велик. Но день непрерывных занятий, разработка тактики и стратегии предстоящего сражения… Похоже, у Тессы есть шанс на победу, но только один. Сражение проходит интересно. Конечно, в реальном бою Мао победила бы Тессу не напрягаясь, но сейчас, расслабленная, с оружием, заправленным снарядами с краской… Она попадается в поставленную ловушку и проигрывает. Впрочем, обеим это на пользу: Тесса на собственной шкуре ощутила, что чувствуют её подчинённые в бою, а Мао поняла, как опасно недооценивать противника. Девушки мирятся. Но кто же побежит по базе голой? |                                                                                             |            |  |
| 14 | В Нарасино сейчас жарко? «Нарасино ва моэтэиру ка?» (習志野は燃えているか?)                 | 2002-04-09 |  |
| Лето, отдых. По приглашению Синдзи Кадзамы Сагара отправляется в Нарасино, на фестиваль военной техники; Канамэ, Такива и Мидзуки едут с ними. Кульминация праздника — соревнование команд на АС. «Красные драконы» из Нирима против команды Сил самообороны из Нарасино. Вторая команда явно слабее, к огорчению Синдзи, отец которого входит в неё. Дело не в качестве оборудования, просто команда Нарасино слабее духом и хуже организована. Сагара решает помочь неудачникам и встаёт на их сторону. Раздосадованная Тидори принимает приглашение капитана команды Нирима поучаствовать в сражении, в результате Сосукэ и Канамэ оказываются по разные стороны. Конечно же, с помощью Сагары команда Нарасино побеждает. Синдзи в результате серьёзно улучшает свои отношения с отцом, а недовольной остаётся только Канамэ. |                                                                                             |            |  |
| 15 | Ветер, гуляющий по моей Родине. Часть 1 «Кокё: ни мау кадзэ - дзэмпэн» (故郷に舞う風・前編) | 2002-04-16 |  |
| Лето продолжается. Но Канамэ приходится отдыхать одной — Сагара отправлен на задание. В его родном Хельмаджистане появился старый знакомый Гаурон — оказывается, он выжил после гибели АС в предыдущем сражении с Сагарой. Теперь отряд АС, подчиняющийся другому подразделению «Мифрила», отправляется на его устранение, а Сагара прилагается ему в качестве «активного эксперта» — он знает Гаурона, знает Хельмаджистан и может управлять «Арбалестом», который решено использовать для этой миссии. Гаурон с караваном автомобилей, везущих ядерную боеголовку, движется по пустыне. При нём новый АС, аналогичный тому, с которым раньше уже сражался Сагара. Нападать можно только наверняка, но план операции слишком рискован, а возражения Сагары во внимание не принимаются — новые соратники относятся к сержанту враждебно и пренебрежительно: они очень самоуверенны, а он слишком молод. Лишь Грейс Вайсман — единственная женщина в отряде — нормально относится к Сагаре и прислушивается к его словам, но она одна. Результат плачевен — караван разбит, но Гаурон уходит. Командир отряда убит, один из бойцов тяжело ранен, мифриловцы вынуждены бежать и прятаться, чтобы не дать террористам вновь захватить боеголовку. |                                                                                             |            |  |
| 16 | Ветер, гуляющий по моей Родине. Часть 2 «Кокё: ни мау кадзэ - тю:хэн» (故郷に舞う風・中編)  | 2002-04-23 |  |
| Убедившись в знаниях Сагары, бойцы начинают следовать его советам. Благодаря этому группа всё-таки отрывается от преследования. Связи со своими нет, ситуация крайне опасна. До ближайшего города ещё далеко, а раненому нужна срочная операция, и мифриловцы сворачивают с пути, чтобы добраться до хирургических инструментов, оставшихся в давно заброшенном партизанском лагере. Понимая, что погоня скоро будет здесь, бойцы готовятся к встрече врага. Сагара, в полной мере используя своё знание местности и опыт войны на ней, предлагает организовать засаду. Он не знает, что среди противников — старый друг Заид, когда-то учивший его воевать, знающий местность не хуже и, главное, прекрасно знающий самого Сагару. План Сагары просчитан, и противник готовится нанести упреждающий удар… |                                                                                             |            |  |
| 17 | Ветер, гуляющий по моей Родине. Часть 3 «Кокё: ни мау кадзэ - ко:хэн» (故郷に舞う風・後編)  | 2002-04-30 |  |
| Бой начинается. Сагара, атакованный с тыла, ведёт тяжёлое сражение против своего старого друга. Гаурон, оторвавшись от основных сил, в одиночку отправляется за боеголовкой. Стандартные АС «Мифрила» — M9 — для него не противники. Один за другим соратники Сагары гибнут. У них нет никаких шансов, но они выигрывают для Сагары достаточно времени, чтобы победить Заида и вернуться. В сражении с Гауроном он побеждает, но возвращаться домой ему придётся в одиночку. |                                                                                             |            |  |
| 18 | Вечеринка на дне моря «Синкай па:ти» (深海パーティー)                                       | 2002-05-07 |  |
| Осталась неделя до начала нового учебного года. Сагара по-настоящему удивил Канамэ — он пригласил девушку поехать вместе «на один южный остров». Впрочем, неожиданности следуют одна за одной. В самолёте, который вызван специально, чтобы забрать их, выясняется, что они летят на базу «Туата де Данаан». Из-за резкого изменения обстановки до острова самолёт не долетает, Сагара и Канамэ приходится прыгать с парашютом на воду, чтобы попасть прямо на подлодку. В честь Канамэ устраивают торжественное построение. А ближе к ночи на «Данаане» — вечеринка. Сегодня этому кораблю исполняется ровно год. В это же время на островах в южной части океана террористы атаковали склады химического оружия. Американские войска не справляются с АС Гаурона, оснащённым лямбда-приводом. Опасность растёт. Именно туда идёт «Данаан». |                                                                                             |            |  |
| 19 | Задействовать шестого и седьмого «Энгэ:дзи сиккусу сэбун» (エンゲージ・シックス・セブン)    | 2002-05-14 |  |
| И на подлодке можно приятно провести время. В ванне, оборудованной в одном из технологических агрегатов, капитан Тестаросса, Мао и Канамэ беседуют о своём, о девичьем. Мао рассказывает девушкам, как она нашла и выбрала в свою группу двоих новичков — Сагару и Вебера. Оказывается, оба с первого взгляда не понравились Мелиссе, а для изменения мнения понадобилось некоторое время, стечение обстоятельств и известное везение. |                                                                                             |            |  |
| 20 | Пламя Венома «Бэному но хи» (ヴェノムの火)                                                  | 2002-05-21 |  |
| Тесса рассказывает Канамэ об избранных — виспардах. Канамэ узнаёт о резонансе — способности виспардов к телепатическому «соединению душ». Тем временем «Данаан» достиг цели — группа АС отправляется на бой с террористами. Уже известно, что у противника имеется «Веном» — тот самый оснащённый лямбда-приводом АС, с которым Сагара уже дважды имел дело. Кроме Сосукэ на ARX-7, с ним никто не справится. В бою случается непредвиденное — подавленный воспоминаниями о предыдущей миссии, о боевых товарищах, которых он не смог защитить, Сагара теряет способность к активации лямбда-привода. В итоге группой удаётся победить в очередной раз выжившего Гаурона и взять его в плен вместе с АС, но Мао ранена. |                                                                                             |            |  |
| 21 | Хитрая ловушка «Ди:пу тораппу» (ディープ・トラップ)                                         | 2002-05-28 |  |
| Операция завершилась успешно, но что-то не так. Легко сдавшийся Гаурон вызывает серьёзные опасения. Мао ранена серьёзно, и в этом Сосукэ винит себя. Угнетённый произошедшим, он ссорится с Канамэ. Оказывается, что события этих дней — заранее спланированная Гауроном западня. Подкупив двух человек из подразделения АС «Данаана» и ещё кого-то из службы технического обеспечения «Мифрил», он сдался, чтобы проникнуть на лодку. Он освобождается с помощью своих сторонников, захватывает ходовую рубку, применяет добытый диск с кодами доступа к главному компьютеру корабля и берёт управление на себя. В ходе захвата гибнут двое, пытавшиеся остановить террористов. Основная часть экипажа заперта в грузовом отсеке. Вахтенная команда вынуждена подчиняться Гаурону. Канамэ и Тесса оказываются вместе в ходовой рубке. |                                                                                             |            |  |
| 22 | Попрыгунчик в коробке «Дзякку ин дза боккусу» (ジャック・イン・ザ・ボックス)                | 2002-06-04 |  |
| Калинин, прямо с острова вылетевший на переговоры, пытается объясниться с натовцами. В это время Тесса и Канамэ с помощью резонанса готовят план возвращения корабля. Канамэ бежит под прикрытием капитана, пытаясь добраться до резервного пункта управления, с которого можно взять центральный компьютер под контроль. Сагара и Вебер, случайно оказавшиеся вне грузового отсека, помогают ей. Запущенная по приказу Гаурона ракета повреждает американский корабль. Американская подводная лодка находится вблизи от «Данаана», её капитан решает атаковать неизвестную подлодку. |                                                                                             |            |  |
| 23 | Поле сражения титанов «Кёдзин но фи:рудо» (巨人のフィールド)                                | 2002-06-11 |  |
| Из-за самоубийственных приказов Гаурона «Данаан» едва не гибнет. Лишь в последний момент Канамэ успевает перехватить управление и, ведомая Тессой, исправляет положение. Сагара отправляется спасать Тессу и остальных в ходовой рубке. К счастью, им это удаётся, лодка возвращена, капитан и экипаж целы, но Гаурон бежит и захватывает свой АС в грузовом отсеке. Сагара в ARX-7 в очередной раз схватывается со старым врагом. |                                                                                             |            |  |
| 24 | Взмыть в небо «Инту дза буру:» (イントゥ・ザ・ブルー)                                       | 2002-06-18 |  |
| Сагара побеждает. Гаурон, включивший систему самоуничтожения своего Венома, по всей видимости, мёртв. На «Данаане» прощаются с погибшими товарищами. Лодка прибывает на остров Нерида — свою главную базу. Все приключения отняли слишком много времени — у Канамэ осталось лишь 40 минут до самолёта, который отвезёт её домой. И это время они с Сосукэ тратят именно так, как изначально планировал Сагара — сидят с удочками в укромном месте на океанском берегу островной базы. |                                                                                             |            |  |